# Supercopa de España 2019/20
De Supercopa de España 2019-20 was de 36ste editie van de Supercopa de España die gespeeld werd van 8 januari 2020 tot en met 12 januari 2020 in Djedda, Saoedi-Arabië. Real Madrid kroonde zich voor de elfde keer tot eindwinnaar.

## Gekwalificeerde teams
| Team            | Reden van kwalificatie                                            | Aantal deelnames | Laatste deelname als | Eerdere prestaties | Eerdere prestaties |
| Team            | Reden van kwalificatie                                            | Aantal deelnames | Laatste deelname als | Winnaar(s)         | Finalist           |
| --------------- | ----------------------------------------------------------------- | ---------------- | -------------------- | ------------------ | ------------------ |
| Valencia        | Winnaar Copa del Rey 2018/19                                      | 4e               | Finalist 2008        | 1                  | 3                  |
| Barcelona       | Winnaar Primera División 2018/19 en finalist Copa del Rey 2018/19 | 23e              | Winnaar 2018         | 13                 | 10                 |
| Real Madrid     | 3e plaats Primera División 2018/19                                | 15e              | Winnaar 2017         | 10                 | 5                  |
| Atlético Madrid | 2e plaats Primera División 2018/19                                | 6e               | Winnaar 2014         | 2                  | 4                  |

## Wedstrijden
Alle wedstrijden zullen worden gespeeld in de Koning Abdoellah Sportstad in Djedda, Saudi-Arabië.
|  | Halve finale    | Halve finale    |                 |       | Finale | Finale |
|  |                 |                 |                 |       |        |        |
|  | 8 januari 2020  |                 |                 |       |        |        |
|  |                 |                 |                 |       |        |        |
|  | Valencia        | 1               |                 |       |        |        |
|  | Valencia        | 1               | 12 januari 2020 |       |        |        |
|  | Real Madrid     | 3               |                 |       |        |        |
|  | Real Madrid     | 3               | Real Madrid     | 0 (4) |        |        |
|  | 9 januari 2020  |                 | Real Madrid     | 0 (4) |        |        |
|  |                 | Atlético Madrid | 0 (1)           |       |        |        |
|  | Barcelona       | Atlético Madrid | 0 (1)           | 2     |        |        |
|  | Barcelona       |                 |                 | 2     |        |        |
|  | Atlético Madrid | 3               |                 |       |        |        |
|  | Atlético Madrid | 3               |                 |       |        |        |

### Halve finales
|                      |                     |       |                               |                                                                                           |
| 8 januari 2020 20:00 | Valencia            | 1 – 3 | Real Madrid                   | Koning Abdoellah Sportstad, Djedda Toeschouwers: 40.877 Scheidsrechter: Jesús Gil Manzano |
| 8 januari 2020 20:00 | Parejo 90+2' (pen.) |       | Kroos 15' Isco 39' Modrić 65' | Koning Abdoellah Sportstad, Djedda Toeschouwers: 40.877 Scheidsrechter: Jesús Gil Manzano |

|                      |                         |       |                                       | |
| 9 januari 2020 20:00 | Barcelona               | 2 – 3 | Atlético Madrid                       | Koning Abdoellah Sportstad, Djedda Toeschouwers: 58.410 Scheidsrechter: José Luis González González |
| 9 januari 2020 20:00 | Messi 51' Griezmann 62' |       | Koke 46' Morata 81' (pen.) Correa 86' | Koning Abdoellah Sportstad, Djedda Toeschouwers: 58.410 Scheidsrechter: José Luis González González |

### Finale
|                       |                               |       |                      |                                                                                |
| 12 januari 2020 19:00 | Real Madrid                   | 0 – 0 | Atlético Madrid      | Koning Abdoellah Sportstad, Djedda Scheidsrechter: José María Sánchez Martínez |
| 12 januari 2020 19:00 |                               |       |                      | Koning Abdoellah Sportstad, Djedda Scheidsrechter: José María Sánchez Martínez |
| 12 januari 2020 19:00 | Strafschoppen                 |       |                      | Koning Abdoellah Sportstad, Djedda Scheidsrechter: José María Sánchez Martínez |
| 12 januari 2020 19:00 | Carvajal Rodrygo Modrić Ramos | 4 - 1 | Saúm Partey Trippier | Koning Abdoellah Sportstad, Djedda Scheidsrechter: José María Sánchez Martínez |